# Пахтовичи
Пахтовичи — деревня в Алёховщинском сельском поселении Лодейнопольского района Ленинградской области.

## История
Деревня Пахтовичи упоминается на карте Санкт-Петербургской губернии Ф. Ф. Шуберта 1834 года.

ПАХТОВИЧИ — деревня принадлежит графине Орловой, число жителей по ревизии: 10 м. п., 12 ж. п. (1838 год)

Деревня Пахтовичи упоминается также на карте Ф. Ф. Шуберта 1844 года.

ПАХТОВИЧИ — деревня Ведомства государственного имущества, по просёлочной дороге, число дворов — 4, число душ — 12 м. п. (1856 год)

ПАХТОВИЧИ — деревня владельческая при Пахтовском озерке, число дворов — 4, число жителей: 11 м. п., 10 ж. п. (1862 год)

В конце XIX — начале XX века деревня административно относилась к Суббочинской волости 3-го стана Новоладожского уезда Санкт-Петербургской губернии.
По данным «Памятной книжки Санкт-Петербургской губернии» за 1905 год деревня Пахтовичи входила в Мергинское сельское общество.
Согласно карте Ленинградской области Северо-западного аэрогеодезического треста ГГУ издания 1932 года деревня насчитывала 5 крестьянских дворов.
По данным 1933 года деревня Пахтовичи входила в состав Мергинского сельсовета Оятского района.

Деревня Пахтовичи на карте РККА 1940 года

На топографической карте РККА 1940 года Пахтовичи обозначены как безымянная деревня к юго-западу от деревни Полянка.
По данным 1966, 1973 и 1990 годов деревня Пахтовичи входила в состав Яровщинского сельсовета.
В 1997 году в деревне Пахтовичи Яровщинской волости проживали 2 человека, в 2002 году — 1 человек.
В 2007 году в деревне Пахтовичи Алёховщинского СП не было постоянного населения, в 2010 году — проживали 2 человека, в 2014 году — вновь не было постоянного населения.

## География
Деревня расположена в западной части района близ левого берега реки Оять, к северу от автодороги 41К-016 (Станция Оять — Плотично).
Расстояние до административного центра поселения — 26 км.
Расстояние до железнодорожной станции Лодейное Поле — 46 км.

## Демография
| 1838 | 1862 | 1997 | 2007 | 2010 | 2014 | 2015 |
| ---- | ---- | ---- | ---- | ---- | ---- | ---- |
| 22   | ↘21  | ↘2   | ↘0   | ↗2   | ↘0   | →0   |
| 2016 | 2017 |      |      |      |      |      |
| →0   | →0   |      |      |      |      |      |

Согласно данным Всероссийской переписи населения 2021 года в деревне постоянного населения не было.

## Инфраструктура
На 1 января 2014 года в деревне было зарегистрировано: частных жилых домов — 6.
На 1 января 2015 года в деревне жителей не зарегистрировано.